# Amagney
Amagney est une commune française située dans le département du Doubs, la région culturelle et historique de Franche-Comté et la région administrative Bourgogne-Franche-Comté.

## Géographie
Le village est situé à environ 11 km à l'est de Besançon.

### Transport
La commune est desservie par la ligne  73  du réseau de transport en commun Ginko.

### Climat
Pour des articles plus généraux, voir Climat de la Bourgogne-Franche-Comté et Climat du Doubs.
En 2010, le climat de la commune est de type climat de montagne, selon une étude du Centre national de la recherche scientifique s'appuyant sur une série de données couvrant la période 1971-2000. En 2020, Météo-France publie une typologie des climats de la France métropolitaine dans laquelle la commune est exposée à un climat semi-continental et est dans la région climatique Jura, caractérisée par une forte pluviométrie en toutes saisons (1 000 à 1 500 mm/an), des hivers rigoureux et un ensoleillement médiocre.
Pour la période 1971-2000, la température annuelle moyenne est de 10,5 °C, avec une amplitude thermique annuelle de 17,3 °C. Le cumul annuel moyen de précipitations est de 1 182 mm, avec 13,7 jours de précipitations en janvier et 10,1 jours en juillet. Pour la période 1991-2020, la température moyenne annuelle observée sur la station météorologique de Météo-France la plus proche, « Pouligney », sur la commune de Pouligney-Lusans à 5 km à vol d'oiseau, est de 10,9 °C et le cumul annuel moyen de précipitations est de 1 214,6 mm. 
La température maximale relevée sur cette station est de 40 °C, atteinte le 25 juillet 2019 ; la température minimale est de −23 °C, atteinte le 20 décembre 2009,,.
Les paramètres climatiques de la commune ont été estimés pour le milieu du siècle (2041-2070) selon différents scénarios d'émission de gaz à effet de serre à partir des nouvelles projections climatiques de référence DRIAS-2020. Ils sont consultables sur un site dédié publié par Météo-France en novembre 2022.

## Urbanisme

### Typologie
Au 1er janvier 2024, Amagney est catégorisée commune rurale à habitat dispersé, selon la nouvelle grille communale de densité à 7 niveaux définie par l'Insee en 2022.
Elle est située hors unité urbaine. Par ailleurs la commune fait partie de l'aire d'attraction de Besançon, dont elle est une commune de la couronne,. Cette aire, qui regroupe 310 communes, est catégorisée dans les aires de 200 000 à moins de 700 000 habitants,.

### Occupation des sols
L'occupation des sols de la commune, telle qu'elle ressort de la base de données européenne d’occupation biophysique des sols Corine Land Cover (CLC), est marquée par l'importance des forêts et milieux semi-naturels (65,8 % en 2018), une proportion sensiblement équivalente à celle de 1990 (65,4 %). La répartition détaillée en 2018 est la suivante : 
forêts (65,8 %), prairies (14,8 %), zones agricoles hétérogènes (8,4 %), cultures permanentes (5,8 %), zones urbanisées (5,1 %). L'évolution de l’occupation des sols de la commune et de ses infrastructures peut être observée sur les différentes représentations cartographiques du territoire : la carte de Cassini (XVIIIe siècle), la carte d'état-major (1820-1866) et les cartes ou photos aériennes de l'IGN pour la période actuelle (1950 à aujourd'hui).

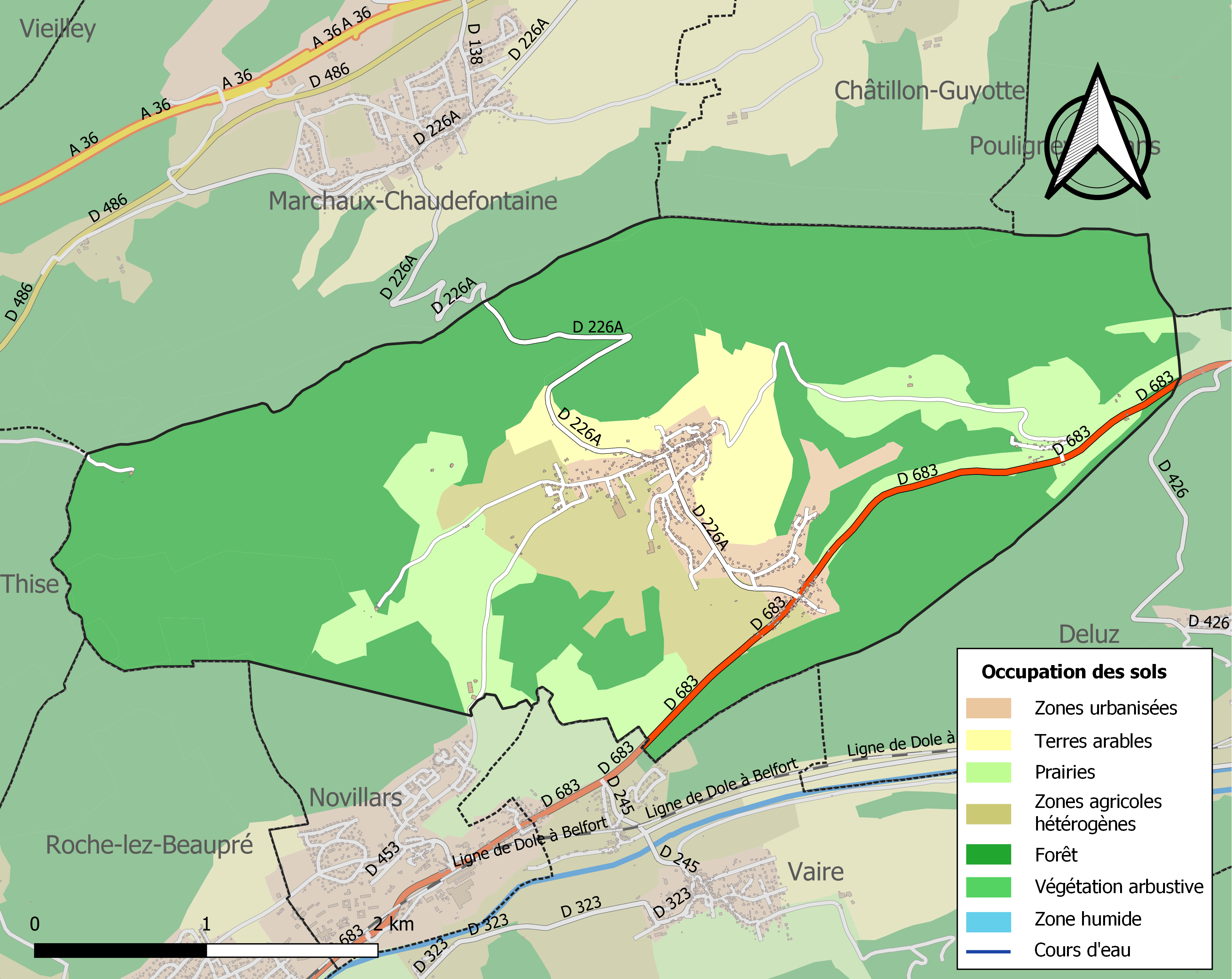
Carte des infrastructures et de l'occupation des sols de la commune en 2018 (CLC).

## Toponymie
Le nom de la localité est attesté sous les formes Amagnys en 1233 ; Amaygnées en 1253 ; Asmaynes en 1261 ; Amaignés ou Amaiacus en 1385 ; Ameigney en 1425[réf. nécessaire].
Selon Albert Dauzat qui ne connaît pas de forme ancienne, Amagney pourrait procéder d’un hypothétique *Amaniacum, constitué peut-être du nom de personne germanique Amano, Amunnus, latinisé en *Amanius, suivi du suffixe -acum, d'origine gauloise, marquant le lieu et la propriété.

## Histoire
On a retrouvé sur le territoire d'Amagney des tuileaux d'époque romaine indiquant que la région était habitée au début de notre ère. La vallée du Doubs ayant été un lieu de passage important on peut penser qu'elle était habitée dès la préhistoire. Les premières mentions d'Amagney datent du XIIIe siècle. Le Chapitre métropolitain de Besançon y avait ses droits, notamment la dîme du vin en 1229. La famille de Montfaucon était également présente à Amagney selon un acte dans lequel Amédée de la Tour, chevalier de Besançon, déclare tenir en fief tout ce qu'il a à Amagney d'Amé de Montbéliard, seigneur de Montfaucon. En 1300 le seigneur de Montfaucon, Jean de Montbéliard, donne à l'hôpital du Saint Esprit de Besançon quatre bichets de froment assignés sur le moulin d'Amagney et le droit de pâturage pour les bêtes aux Longeaux. Amagney existe depuis le XIIIe siècle, et en 1522 le lieu-dit Malmaison est officiellement rattaché au village. Amagney fut d'abord une terre vignoble, avant de produire des mirabelles surtout à la fin du XIXe siècle. Ce fruit est fêté chaque année le dernier dimanche du mois d'août dans le village.

## Politique et administration

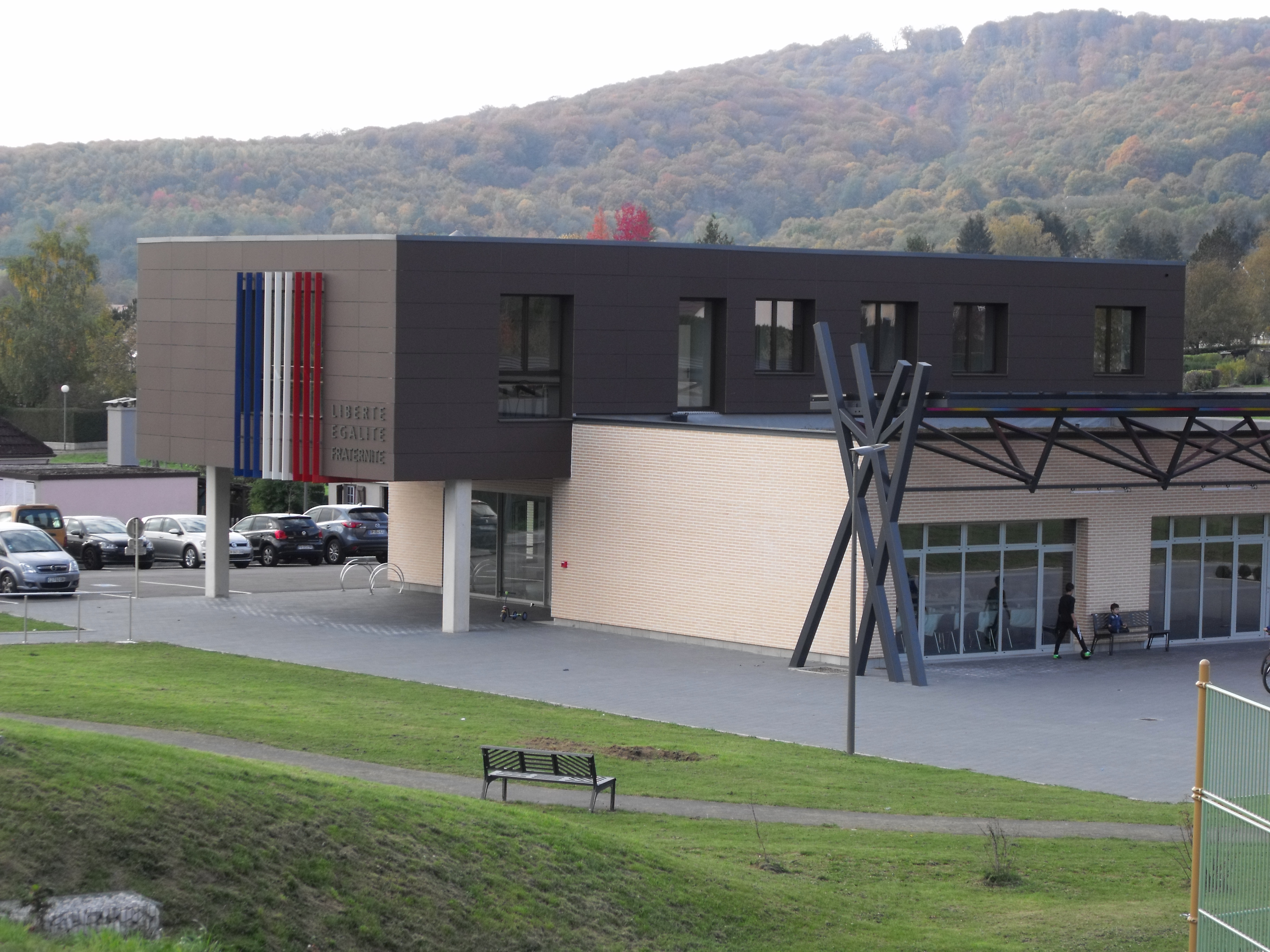
Mairie.

| Période                                  | Période                     | Identité                                     | Étiquette | Qualité      |
| ---------------------------------------- | --------------------------- | -------------------------------------------- | --------- | ------------ |
| 1977                                     | 2008                        | Jean-Pierre Fostel                           |           |              |
| 1995                                     |                             | Bernard Roux                                 |           |              |
| 2008                                     | En cours (au 1er juin 2020) | Thomas Javaux Réélu pour le mandat 2020-2026 | DVD       | Restaurateur |
| Les données manquantes sont à compléter. |                             |                                              |           |              |

## Démographie
Les habitants sont nommés les Magnoulots.
L'évolution du nombre d'habitants est connue à travers les recensements de la population effectués dans la commune depuis 1793. Pour les communes de moins de 10 000 habitants, une enquête de recensement portant sur toute la population est réalisée tous les cinq ans, les populations de référence des années intermédiaires étant quant à elles estimées par interpolation ou extrapolation. Pour la commune, le premier recensement exhaustif entrant dans le cadre du nouveau dispositif a été réalisé en 2008.

En 2022, la commune comptait 937 habitants, en évolution de +16,11 % par rapport à 2016 (Doubs : +1,88 %, France hors Mayotte : +2,11 %).
| 1793 | 1800 | 1806 | 1821 | 1831 | 1836 | 1841 | 1846 | 1851 |
| ---- | ---- | ---- | ---- | ---- | ---- | ---- | ---- | ---- |
| 559  | 564  | 575  | 539  | 663  | 706  | 673  | 653  | 678  |

| 1856 | 1861 | 1866 | 1872 | 1876 | 1881 | 1886 | 1891 | 1896 |
| ---- | ---- | ---- | ---- | ---- | ---- | ---- | ---- | ---- |
| 629  | 585  | 572  | 528  | 516  | 482  | 521  | 517  | 471  |

| 1901 | 1906 | 1911 | 1921 | 1926 | 1931 | 1936 | 1946 | 1954 |
| ---- | ---- | ---- | ---- | ---- | ---- | ---- | ---- | ---- |
| 442  | 437  | 473  | 439  | 412  | 439  | 433  | 407  | 415  |

| 1962 | 1968 | 1975 | 1982 | 1990 | 1999 | 2006 | 2008 | 2013 |
| ---- | ---- | ---- | ---- | ---- | ---- | ---- | ---- | ---- |
| 433  | 422  | 597  | 656  | 664  | 680  | 714  | 724  | 743  |

| 2018 | 2022 | - | - | - | - | - | - | - |
| ---- | ---- | - | - | - | - | - | - | - |
| 904  | 937  | - | - | - | - | - | - | - |

## Culture locale et patrimoine

### Lieux et monuments
- L'église d'Amagney :

Elle est attestée en 1275. En 1318, le patronage en appartient au trésorier du Chapitre métropolitain de Besançon. De cette église, dépendent Les Longeaux, La Malmaison et Rufille. L'église fut plusieurs fois reconstruite. Visité par l'archevêque de Besançon en mai 1665, elle reçut, en 1696, des ornements dus au ciseau du célèbre sculpteur Georges de La Seigne. Elle fut rebâtie en 1773 par l'entrepreneur Bidal. La décoration, cette fois, fut confiée au sculpteur Hugues Flamand, de Besançon, qui, en 1779, passa marché avec les habitants pour y installer deux retables et « décrasser la chaire à prêcher ». On commanda en outre au peintre Bisontin Jean-Pierre Fraichot deux tableaux. En 1775, on avait commandé une cloche au fondeur Claude-Joseph Lièvremont. En 1786, on plaça des bancs dans l'église et on dora le retable du maître-autel.
Cette église, devenue trop petite, dut être, un siècle plus tard considérablement agrandie. Les travaux furent à la charge des deux communes d'Amagney et de Novillars, ce dernier village ayant été rattaché au premier par décision archiépiscopale de 1714. Ce fut presque une reconstruction complète (à l'exception du clocher datant de 1821). L'architecte Maximilien Painchaux dressa les plans du nouvel édifice : vaste église-halle à coupole (peinte par Charpy en 1875) dans laquelle on entre par un clocher porche. L'architecte Lavie dressa les plans de l'ornementation, assez surprenante dans cette région, puisque c'est la pierre qui a été choisie, et non le bois : chaire en pierre, autels et retables en pierre, fonts baptismaux et chemin de croix en pierre. L'exécution de ces ouvrages fut confiée à l'entreprise bisontine Domange-Baldauf et André, le sculpteur en fut Dreyer. Le 28 décembre 1876, l'archevêque de Besançon pouvait venir consacrer la nouvelle église.
Les anciens éléments de décoration furent donnés par la paroisse d'Amagney à la toute nouvelle chapelle de Novillars. L'ancien cimetière qui entourait l'église fut désaffecté et un nouveau cimetière fut ouvert en 1848, à l'écart du village.
En ce qui concerne l'enseignement, les recteurs d'école sont attestés depuis 1735. En fait, l'instruction des enfants était assurée par des temps plus anciens : à la fin du XVIIe siècle, en effet, le curé Pourcheresse avait acheté une maison pour la paroisse, afin d'y loger une fille ou une veuve « qui enseignera les petites filles ». L'église sous le patronage de saint Ferréol et saint Ferjeux possède aussi un tableau ancien du XVIIe siècle montrant Besançon et ses fortifications ainsi que les deux saints.
- Fontaines

Trois fontaines en belles pierres de taille du XIXe siècle ornent le village. L'une est ronde. Une des deux autres devait servir de base à la mairie mais le projet ne parvint jamais à son terme.
- Monument aux morts

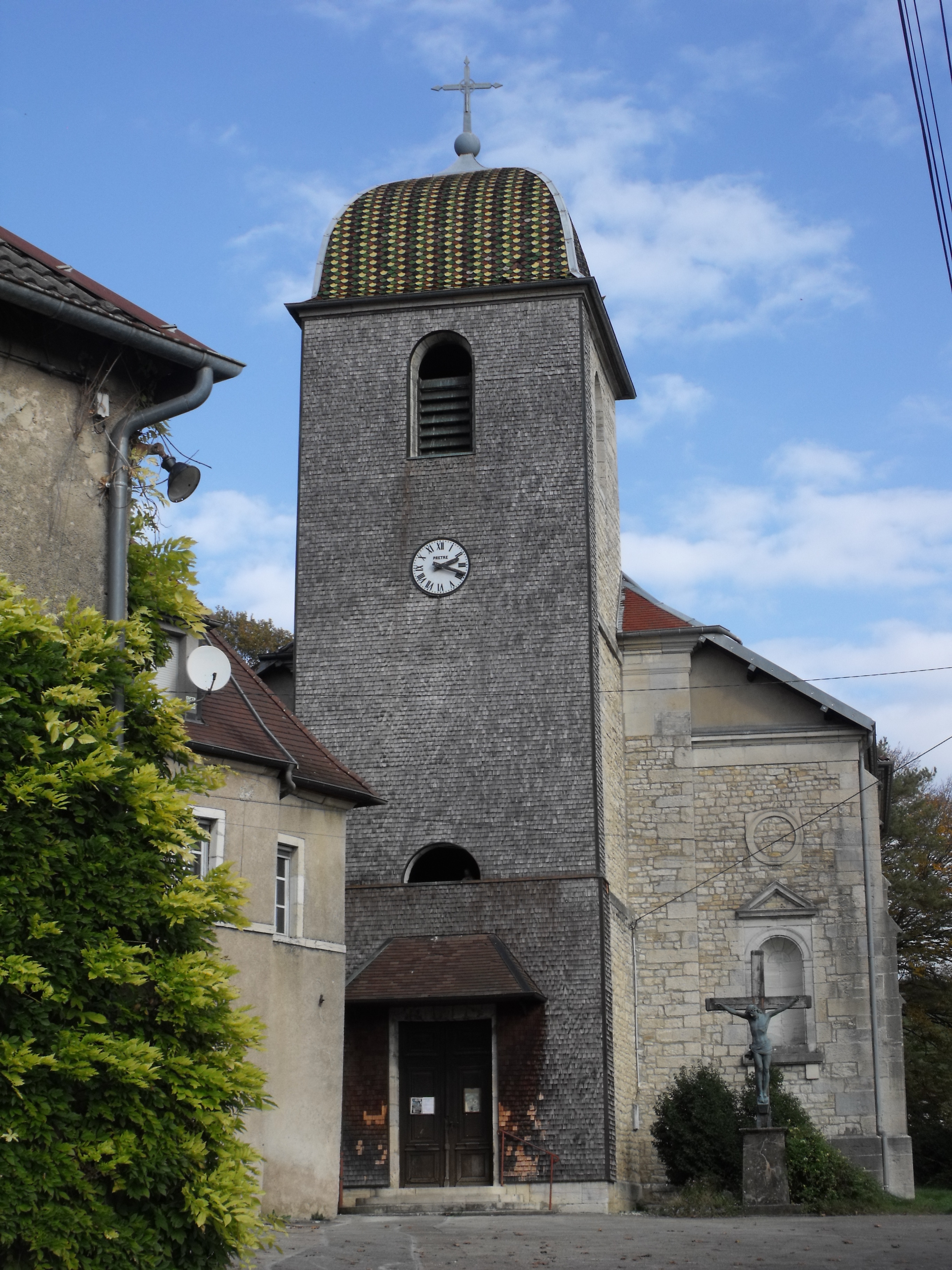
Église.
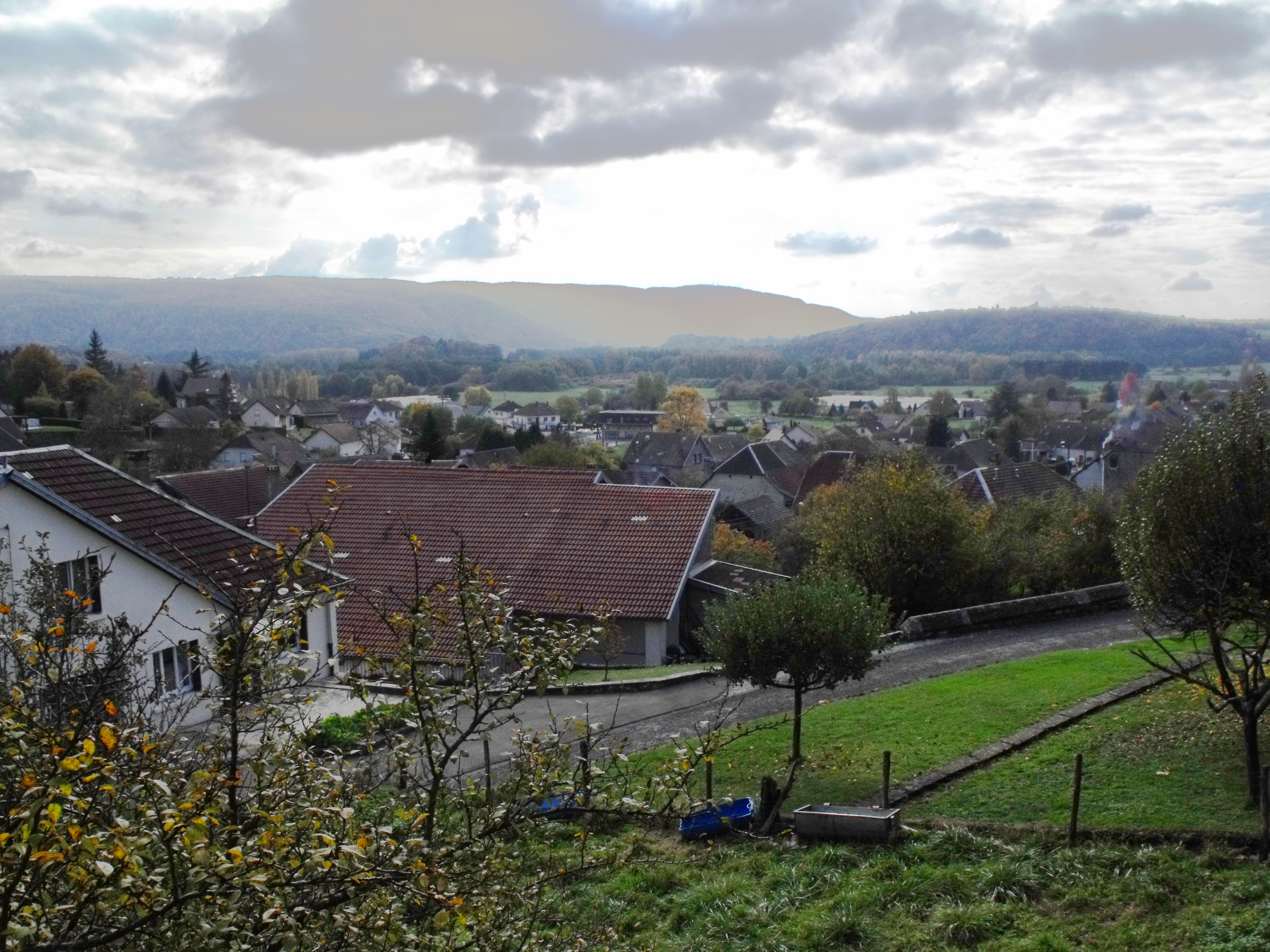
Vue du village.
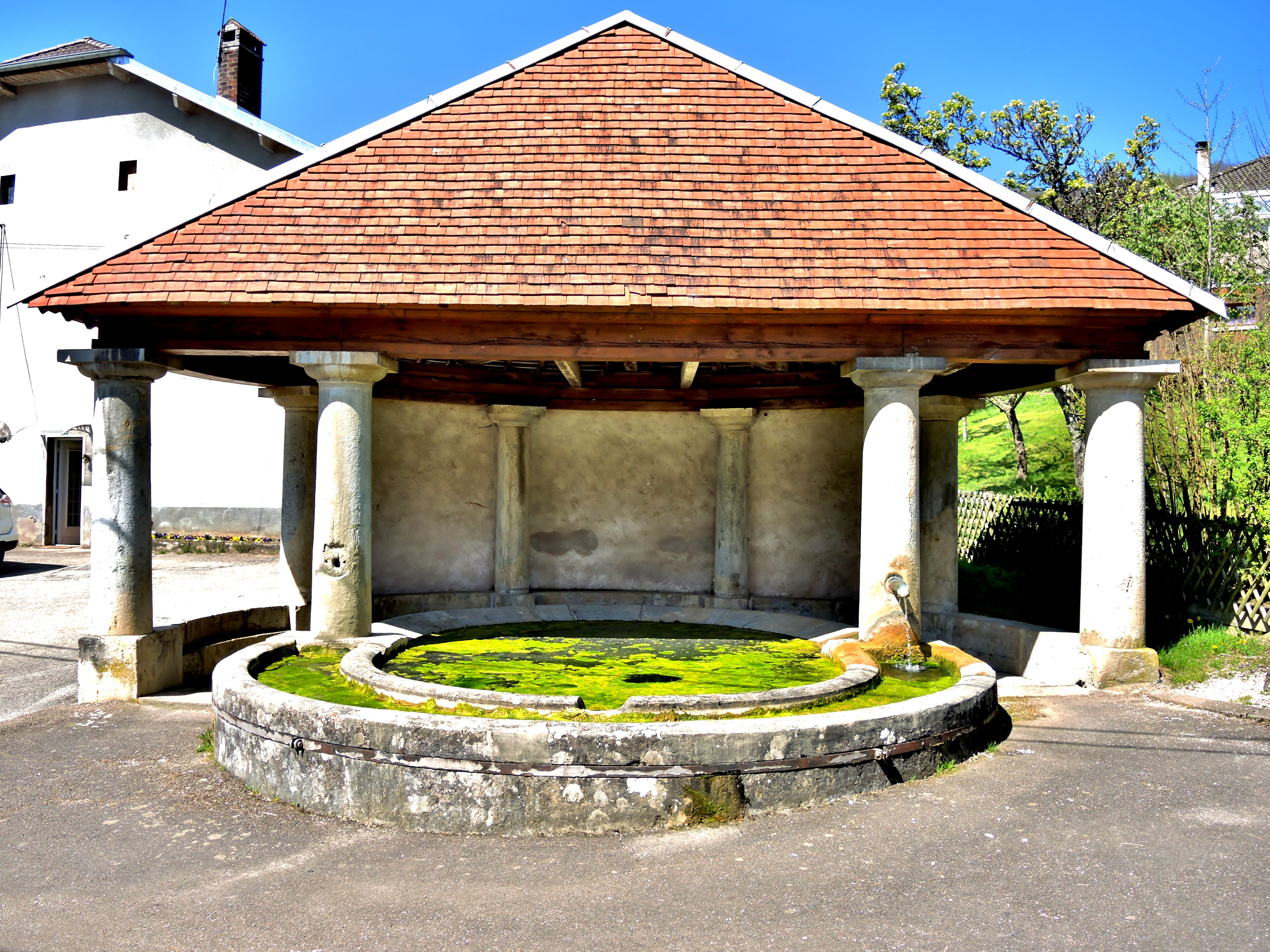
Fontaine au bassin semi-circulaire.
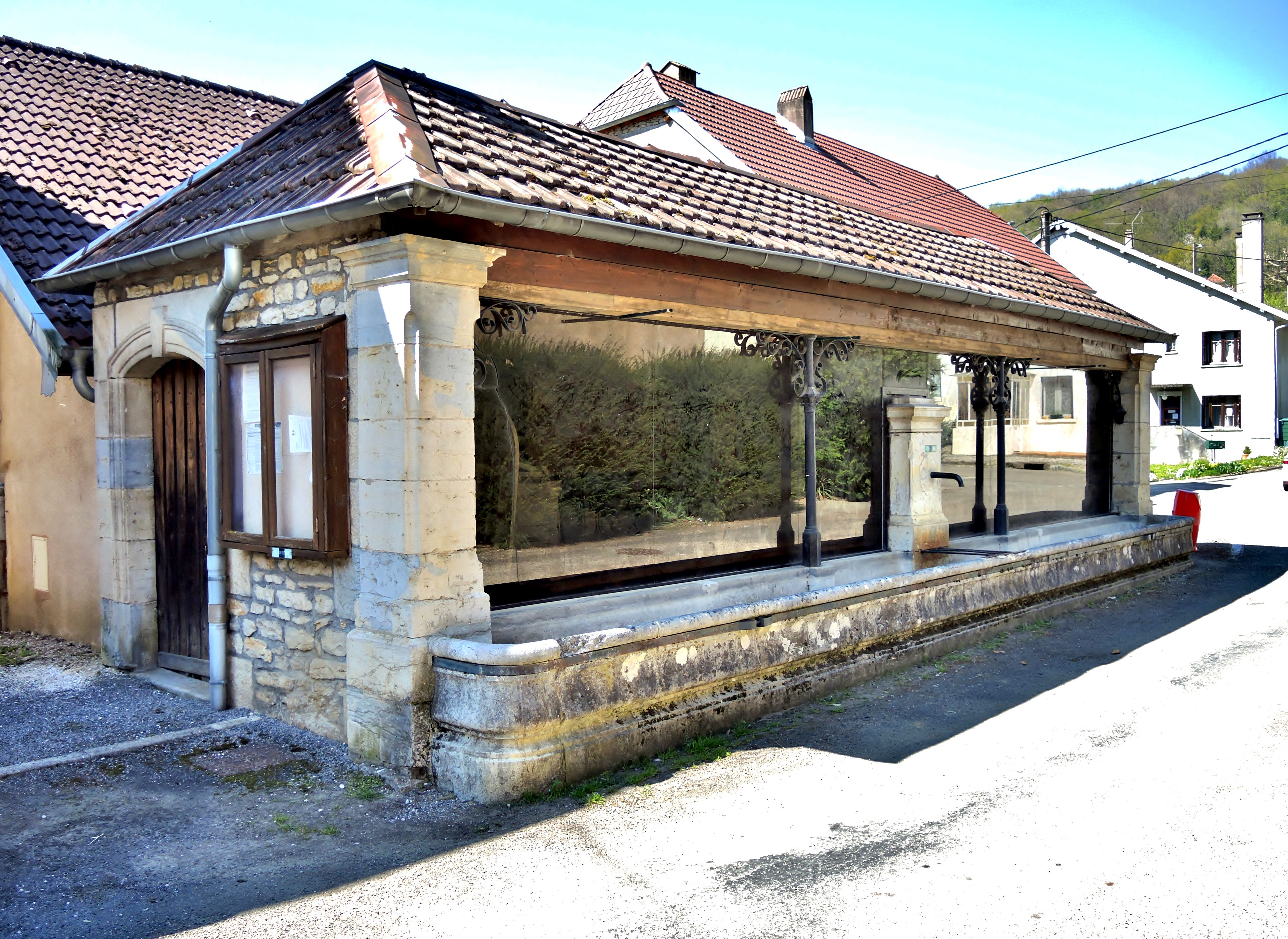
Ancienne fontaine.

### Héraldique
| Blason de Amagney | Blason  | Écartelé : au 1er de gueules à trois mirabelles d'or chacune feuillée de deux pièces de sinople, au 2e d'or à une hure de sanglier de sable, défendue et allumée d'argent, au 3e d'or à un chêne fûté et fruité de tenné, feuillé de sinople, au 4e de gueules à un cheval cabré d'argent. |
| Blason de Amagney | Détails | Le statut officiel du blason reste à déterminer. |